# Taiwanesische Braunzahn-Spitzmaus
Die Taiwanesische Braunzahn-Spitzmaus (Episoriculus fumidus) ist eine Spitzmausart aus der Gattung Episoriculus. Sie lebt endemisch auf der Insel Taiwan.

## Merkmale
Mit einer Kopf-Rumpf-Länge von 5,3 bis 7,1 Zentimetern zählt die Taiwanesische Braunzahn-Spitzmaus zu den mittelgroßen Spitzmausarten. Der Schwanz erreicht eine Länge von 3,7 bis 5,2 Zentimetern und der Hinterfuß von 1,1 bis 1,5 Zentimetern. Die Rückenfärbung ist braun mit einer scharfen Trennung zum grau gefärbten Bauch. Der Schwanz ist im Vergleich zu anderen Arten mit einer Länge von weniger als der Hälfte der Kopf-Rumpf-Länge vergleichsweise kurz. Er ist oberseits dunkel und unterseits heller gefärbt.
Der Schädel hat eine maximale Länge von 18 bis 19 Millimetern. Die Zähne sind arttypisch gestaltet, wobei vor allem die Form des vierten Prämolars und der beiden Molaren nicht so stark konkav ausgebildet ist wie bei den verwandten Arten. Das Genom besteht aus einem diploiden Chromosomensatz von 2n = 64 Chromosomen.

## Verbreitung

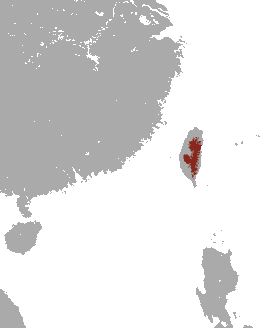
Verbreitungsgebiete der Taiwanesischen Braunzahn-Spitzmaus auf Taiwan

Die Taiwanesische Braunzahn-Spitzmaus ist endemisch auf der Insel Taiwan verbreitet, wo die Art in den Höhenlagen der Alishan National Scenic Area bis in Höhen von 2438 Metern nachgewiesen ist. Sowohl im Alishan wie auch im Tsuifeng (2300 Meter) lebt sie sympatrisch mit Chodsigoa sodalis.

## Lebensweise
Der bevorzugte Lebensraum der Taiwanesischen Braunzahn-Spitzmaus befindet sich auf dicht bewachsenen Waldböden sowohl in Laub- und Nadelwäldern sowie Gebüschen der subalpinen Hochlagen in den Hochgebirgen auf Taiwan. Die Tiere sind sowohl tagsüber wie nachts aktiv.
Die Fortpflanzungszeit fällt in die Trockenzeit auf Taiwan von Mai bis Juni. Die Weibchen bringen pro Wurf 2 bis 4 Jungtiere zur Welt, der Durchschnitt liegt bei 3,4. Es ist nicht bekannt, ob es eine weitere Fortpflanzungssaison und weitere Würfe gibt.

## Systematik
Die Taiwanesische Braunzahn-Spitzmaus wird als eigenständige Art innerhalb der Braunzahn-Spitzmäuse (Episoriculus) eingeordnet, die aus vier Arten besteht. Die wissenschaftliche Erstbeschreibung stammt von Oldfield Thomas aus dem Jahr 1913. Die Art wurde ursprünglich als Unterart der Hodgsons-Braunzahn-Spitzmaus (Episoriculus caudatus) betrachtet, die auf dem asiatischen Festland vorkommt, jedoch später als eigenständige Art beschrieben. Sie enthielt die Kleine Taiwan-Spitzmaus (Chodsigoa sodalis) als Unterart, die heute als eigenständige Art der Gattung Chodsigoa zugeordnet wird.
Innerhalb der Art werden neben der Nominatform keine weiteren Unterarten unterschieden.

## Bedrohung und Schutz
Die Art wird von der International Union for Conservation of Nature and Natural Resources (IUCN) aufgrund der hohen angenommenen Bestandszahlen und dem Vorkommen in mindestens einem geschützten Gebiet, dem Yushan-Nationalpark, trotz des relativ kleinen Verbreitungsgebiets auf der Insel Taiwan als nicht gefährdet („least concern“) eingestuft. Gefährdungen für die Art sind nicht bekannt und ein signifikanter Rückgang der Populationen wird nicht angenommen.

## Belege
1. 1 2 3 4  Robert S. Hoffmann, Darrin Lunde: Taiwanese Red-Toothed Shrew. In: Andrew T. Smith, Yan Xie: A Guide to the Mammals of China. Princeton University Press, Princeton NJ 2008, ISBN 978-0-691-09984-2, S. 310–311.
2. 1 2 3 4 5  Episoriculus fumidus (Memento des Originals vom 10. November 2013 im Internet Archive)  Info: Der Archivlink wurde automatisch eingesetzt und noch nicht geprüft. Bitte prüfe Original- und Archivlink gemäß Anleitung und entferne dann diesen Hinweis.. In: Don E. Wilson, DeeAnn M. Reeder (Hrsg.): Mammal Species of the World. A taxonomic and geographic Reference. 2 Bände. 3. Auflage. Johns Hopkins University Press, Baltimore MD 2005, ISBN 0-8018-8221-4.
3. 1 2 3 4  Episoriculus fumidus in der Roten Liste gefährdeter Arten der IUCN 2012.2. Eingestellt von: Andrew T. Smith, C.H. Johnson, 2008. Abgerufen am 5. Juni 2013.